# Marsac-sur-Don
Marsac-sur-Don är en kommun i departementet Loire-Atlantique i regionen Pays de la Loire i nordvästra Frankrike. Kommunen ligger i kantonen Guémené-Penfao som tillhör arrondissementet Châteaubriant. År 2022 hade Marsac-sur-Don 1 529 invånare.

## Befolkningsutveckling
Antalet invånare i kommunen Marsac-sur-Don
| Referens: INSEE |